# Чилижный (хутор)
Чилижный — хутор в Новоузенском районе Саратовской области. Входит в состав Дюрского муниципального образования. Основан в 1939 году.

## География
Хутор находится на левом берегу реки Горькая, на границе с Казахстаном, на расстоянии примерно 44 км (по прямой) к северо-востоку от города Новоузенск, административного центра района.

### Часовой пояс
Хутор Чилижный, как и вся Саратовская область, находится в часовой зоне МСК+1. Смещение применяемого времени относительно UTC составляет +4:00.

## Население
| 2002 | 2010 |
| ---- | ---- |
| 212  | ↘200 |

### Национальный состав
Согласно результатам переписи 2002 года, в национальной структуре населения казахи составляли 58 % из 212 чел., русские — 32 %.